# Зина (апостол от 70)
Зи́на (др.-греч. Ζηνᾶς ὁ νομικός, «Зина-законник») — апостол от семидесяти. Память в Православной церкви совершается 27 сентября (10 октября) и 4 (17) января (соборная память апостолов от 70-и), в Католической церкви — 14 апреля.
Ученик и сотрудник апостола Павла, упоминаемый в его послании к Титу: 

Зину законника и Аполлоса позаботься отправить так, чтобы у них ни в чем не было недостатка
— Тит. 3:13
Благодаря словам Павла апостол получил своё прозвание «Зина-законник». Упоминание его имени в послании к Титу свидетельствует, что Зина проповедовал вместе с ним на Крите.
Согласно составленному позднее житию, Зина был епископом Лидды (древнее название Диосполис).